# Juan Carrasco (explorador)
Juan Carrasco fue un oficial naval, explorador y navegante español. Se le recuerda principalmente por sus viajes en el noroeste del océano Pacífico durante el siglo XVIII. Fue segundo en el mando del viaje de 1791 de José María Narváez, la primera exploración europea del estrecho de Georgia.

## Biografía
Se desconocen muchos detalles sobre la vida de Carrasco. En algún momento entre 1775 y 1784 recibió educación como piloto naval en el Real Colegio de San Telmo, en Sevilla, donde en aquella época se formaban pilotos para la carrera de Indias. Sirvió en la islas Filipinas bajo el mando de Francisco Antonio Mourelle y a continuación, en 1784, viajó al Pacífico Noroeste.

### Viaje a las órdenes de Quimper (1790)
En 1790, Carrasco sirvió como piloto en el Princesa Real, al mando de Manuel Quimper. También iba a bordo el piloto Gonzalo López de Haro. Enviados por Francisco de Eliza desde el puesto español en el Nootka Sound con la orden de explorar el estrecho de Juan de Fuca, el buque zarpó el 31 de mayo de 1790. Rápidamente se pasó el punto más alejado de la exploración anterior que había penetrado solamente la parte más occidental. Pasaron varios días anclados en la cuenca Sooke, una profunda bahía en la isla de Vancouver. Después de salir de Sooke, el viaje continuó hacia el este, pasando entre las Race Rocks y la isla de Vancouver y anclaron cerca de la actual Esquimalt, en la costa hoy llamada Royal Roads. Quimper bautizó la zona como Rada de Eliza.
El 4 de julio de 1790, los españoles dejaron Esquimalt y cruzaron hacia el lado sur del estrecho de Juan de Fuca, anclando cerca de Dungeness Spit. El barco Princesa Real permaneció fondeado mientras se utilizaron botes para explorar el extremo oriental del estrecho y el laberinto de islas y canales que se encuentran allí. De esta manera, los españoles llegaron a las proximidades del Admiralty Inlet, la entrada del Puget Sound, y descubrieron uno de los principales canales que se encaminan al norte (el hoy llamado estrecho de Rosario). También encontraron el paso Deception, que fue nombrado Boca de Flon. Como la expedición contaba con recursos y tiempo limitados, Quimper decidió no entrar en esos canales sino explorar en su lugar más a fondo la zona cercana a Dungeness Spit. Encontraron la isla Protection, que bautizaron como isla de Carrasco, en honor de Juan Carrasco. Entraron en el actual Port Discovery y lo nombraron como Puerto de Quadra, en reconocimiento a Juan Francisco de la Bodega y Quadra, comandante de las operaciones navales españolas en el Pacífico Norte, con sede en el puerto de San Blas (hoy costa de México).
A mediados de julio Quimper consultó con sus pilotos, Carrasco y Haro, sobre si debían de realizar nuevas exploraciones y asumir el riesgo de un difícil retorno a Nootka, o regresar de inmediato. Decidieron volver. En el camino encontraron otro gran canal que se dirigía al norte y que nombraron como el piloto Haro, y que todavía es conocido hoy como estrecho de Haro, (es parte de la frontera internacional entre el estrecho de Juan de Fuca y el estrecho de Georgia). Mientras estaban anclados en Royal Roads, enviaron una partida a tierra a por agua que durante la búsqueda encontraron el puerto Esquimalt. Quimper lo bautizó como Puerto Córdova, en honor de un alto funcionario de la Armada española, siendo así, que el Princesa Real fue la primera nave europea que navegó en sus aguas. La expedición, a continuación, cruzó al lado sur del estrecho de Juan de Fuca y navegó en dirección oeste a lo largo de la costa, alcanzando la bahía Neah en agosto.
Mientras estaban en aguas del estrecho de Juan de Fuca, Quimper realizó varias ceremonias formales reclamando la posesión española de la región, en Sooke, Royal Road, cerca de Esquimalt, Dungeness Spit y la bahía de Neah.
En cabo Flattery, Quimper llevó al Princesa Real rumbo norte hacia el Nootka Sound. Llegaron a Nutka el 10 de agosto, pero no pudieron entrar a causa de los vientos contrarios y la niebla. Después de varios intentos fallidos, Quimper, tras consultar con Carrasco y Haro, decidió navegar de regreso hacia el sur hasta Monterey, California, donde llegaron el 1 de septiembre de 1790. Otro barco español, el San Carlos no tardó en llegar, navegando hacia el sur desde Alaska. Los dos barcos navegaron juntos hasta San Blas, en la costa de la actual México, llegando el 13 de noviembre de 1790.

### Viaje a las órdenes de Eliza (1791)

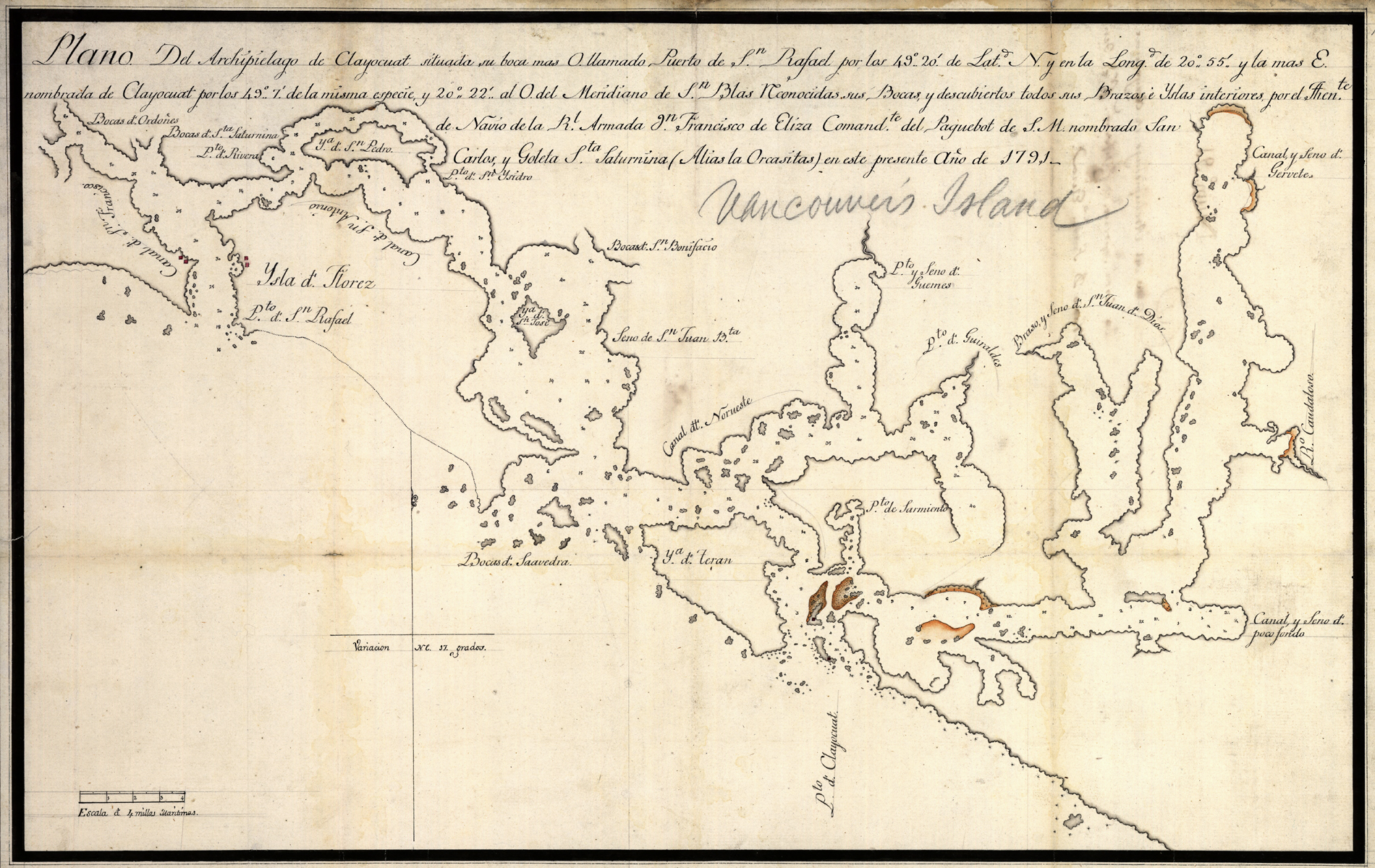
Mapa español del Clayoquot Sound hecho durante el viaje de exploración de 1791 de Francisco de Eliza

En 1791 Carrasco participó en una nueva expedición de exploración al norte dirigida esta vez por el teniente de navío Francisco de Eliza, el nuevo comandante de Nootka Sound. Se utilizaron dos barcos, el San Carlos, comandado por el propio Eliza, y la goleta Santa Saturnina, más pequeña. Carrasco servía como piloto en la Santa Saturnina, en un primer momento como segundo al mando a las órdenes de José María Narváez y, más tarde, como comandante de la goleta. Los barcos salieron de Nootka Sound el 4 de mayo de 1791. La Santa Saturnina  tenía solamente 11 m de largo, con una manga (náutica) de 3,7 m y un calado de 1,5 m e iba equipada con ocho remos.
Después de explorar el Clayoquot Sound durante cerca de dos semanas, el San Carlos navegó en el estrecho de Juan de Fuca hasta Esquimalt. La Santa Saturnina pasó varias semanas explorando el Barkley Sound, que llamaron Boca de Carrasco, en honor de Juan Carrasco. Los dos buques se reunieron en Esquimalt el 14 de junio de 1791.
Eliza había dado instrucciones al piloto Juan Pantoja y Arriaga para explorar el estrecho de Haro con la Santa Saturnina y una lancha. Entraron en el estrecho el 14 de junio y rápidamente pasaron entre la isla de Vancouver y la isla San Juan. El 15 de junio se volvieron hacia el nordeste y pasaron a lo largo de las costas de las islas de Pender y Saturna antes de entrar en las aguas abiertas del estrecho de Georgia que los españoles llamaron Canal de Nuestra Señora del Rosario. La partida navegó hacia el este y pronto llegaron a las cercanías de isla Lummi, en el extremo norte del estrecho de Rosario. A partir de ahí, el grupo volvió a Esquimalt en la misma forma en que había llegado, cumpliendo lo dispuesto por Eliza.
La base de las operaciones de Eliza se trasladó luego a la parte sur del estrecho de Juan de Fuca, en el Puerto de Quadra (Port Discovery). El San Carlos se mantuvo anclado allí, mientras la Santa Saturnina, comandada por Narváez, salía a explorar el estrecho Rosario. Carrasco era el piloto de Narváez, segundo en el mando. Partieron el 1 de julio de 1791 y pasaron rápidamente a través del estrecho de Rosario, navegando hacia el norte en el estrecho de Georgia hasta punta Roberts, que pensaron que era una isla y llamaron isla de Zepeda. Continuando al norte, alcanzaron las actuales punta Grey y punta Atkinson, y luego navegaron un corto trecho en el Burrard Inlet, cerca del emplazamiento de la actual ciudad de Vancouver, en la Columbia Británica.
La Santa Saturnina continuó hacia el norte hasta alcanzar la isla Texada, la isla Hornby y la isla Denman. También encontraron el puerto Nanaimo y lo llamaron Bocas de Winthuysen. Navegando a lo largo de isla Galiano y la isla Valdés señalaron el paso Porlier y le dieron su actual (anglicismo) nombre.
Durante la exploración del estrecho de Georgia, la tripulación de la Santa Santurnina advirtió flujos de abundante agua fresca y dedujo correctamente que estaban cerca la boca de un gran río. Era el río Fraser pero el grupo no pudo determinar su ubicación. Fueron vistas gran número de ballenas en el estrecho, lo que llevó a Eliza a sugerir, más adelante, con razón, una segunda conexión con el océano. Además, Eliza llegó a sospechar, de nuevo correctamente, que el Nootka Sound no estaba en la parte continental, sino más bien en una isla.
La Santa Saturnina regresó a Port Discovery a finales de julio. La ruta exacta que siguieron no está clara. En ese momento, muchos de los marineros de Eliza estaban enfermos, al igual que Eliza mismo. Se desecharon nuevas exploraciones y los barcos navegaron hacia Nootka. Eliza transfirió a Narváez al San Carlos y entregó el mando de la Santa Saturnina a Juan Carrasco.
Navegando hacia el oeste, los barcos encontraron Port Angeles el 2 de agosto de 1791. Llegaron a Neah Bay el 7 de agosto. Desde allí, el San Carlos volvió al Nootka Sound, llegando el 9 de noviembre. Carrasco, sin embargo, fue incapaz de navegar contra el viento para alcanzar de nuevo Nootka y en su lugar encaminó el Santa Saturnina al sur, hacia Monterey, California , adonde llegó el 16 de septiembre de 1791. Los dos barcos de la expedición de Alejandro Malaspina estaban en ese momento en Monterrey, después de haber llegado cinco días antes. Así Malaspina, una importante figura de la Armada española del momento, fue el primero en saber, aparte de los marineros de Eliza en el Nootka Sound, el descubrimiento del estrecho de Georgia. Malaspina reconoció de inmediato la importancia estratégica de realizar una exploración más detallada. Los europeos esperaban descubrir un paso del Noroeste, todavía políticamente importante en el momento, y el estrecho de Georgia, con sus muchos canales prometedores que se encaminaban al este y al norte representaba una de las últimas posibilidades reales. Malaspina mismo acababa de completar una búsqueda infructuosa de ese paso del noroeste por Alaska. Poco después de su encuentro con Carrasco, Malaspina navegó a San Blas y Acapulco, donde se dispuso que dos de sus propios oficiales, Dionisio Alcalá Galiano y Cayetano Valdés, tomaran el mando de dos barcos con el fin de estudiar a fondo el estrecho de Georgia.
Después de su encuentro con Malaspina en Monterey, Carrasco navegó con la Santa Saturnina hasta San Blas. Continuó al servicio de la Armada española al menos hasta 1803, como uno de los pilotos de la demarcación naval de San Blas.

## Legado
A la actual isla Protection, en el estrecho de Juan de Fuca, se le dio el nombre de isla de Carrasco en 1790. Su nombre actual fue reemplazado en 1792 por George Vancouver. El Barkley Sound, en la costa oeste de la isla de Vancouver, fue también anteriormente llamado Boca de Carrasco por los españoles.